# Hydrops triangularis
Hydrops triangularis är en ormart som beskrevs av Wagler 1824. Hydrops triangularis ingår i släktet Hydrops och familjen snokar.
Arten förekommer i norra och centrala Sydamerika främst i Amazonområdet. Utbredningsområdet sträcker sig från Colombia och Venezuela till norra Argentina. Honor lägger ägg.

## Underarter
Arten delas in i följande underarter:
- H. t. triangularis
- H. t. bassleri
- H. t. venezuelensis
- H. t. bolivianus
- H. t. fasciatus
- H. t. neglectus